# Start Point fyr
Start Point fyr är en fyr på den lilla ön Start Point som är landfast med Sanday i Orkneyöarna vid lågvatten. 
Den byggdes av ingenjör Robert Stevenson, som var anställd på Northern Lighthouse Board, på samma plats som en tidigare båk och tändes första gången den 2 oktober 1806. Ljuset roterades med hjälp av en parabolisk spegel som drevs av ett urverk. 
Fyren byggdes om 1870 och spegeln ersattes av en fresnellins. År 1915 målades den, som enda fyr i Skottland, i karakteristiska svarta och vita vertikala ränder. Den var bemannad med två fyrvaktare, som bodde med sina familjer på ön, tills fyren automatiserades år 1962. Idag drivs den med el från 36 solpaneler.
Fyren kan besökas till fots vid lågvatten.  